# Ulica Grunwaldzka w Policach
Ulica Grunwaldzka (do 1945 niem. Baustraße/Banhofstraße także Hindenburgstraße - odcinek od obecnej ul. Kołłątaja do torów oraz Baustraße - krótki odcinek od ul. Kołłątaja do rynku Starego Miasta) - główna ulica zachodniej części Starego Miasta w Policach. Jej długość wynosi około 1 km.

## Opis
Prowadzi z Placu Bolesława Chrobrego na Rynku Staromiejskim do głównego dworca kolejowego. Jest to odcinek drogi wojewódzkiej nr 114. Kursują tu autobusy linii  102, 103, 106, 109, 110, 111, 524 i 526 - patrz: Komunikacja miejska w Policach.
Przy ul. Grunwaldzkiej znajdują się m.in. stacja pogotowia ratunkowego, Główny Urząd Pocztowy Police 1, sklepy (np. Intermarché) i punkty gastronomiczne. Po ulicy prowadzą szlaki turystyczne - pieszy Szlak Policki PTTK i rowerowy Szlak „Puszcza Wkrzańska”.

## Zdjęcia

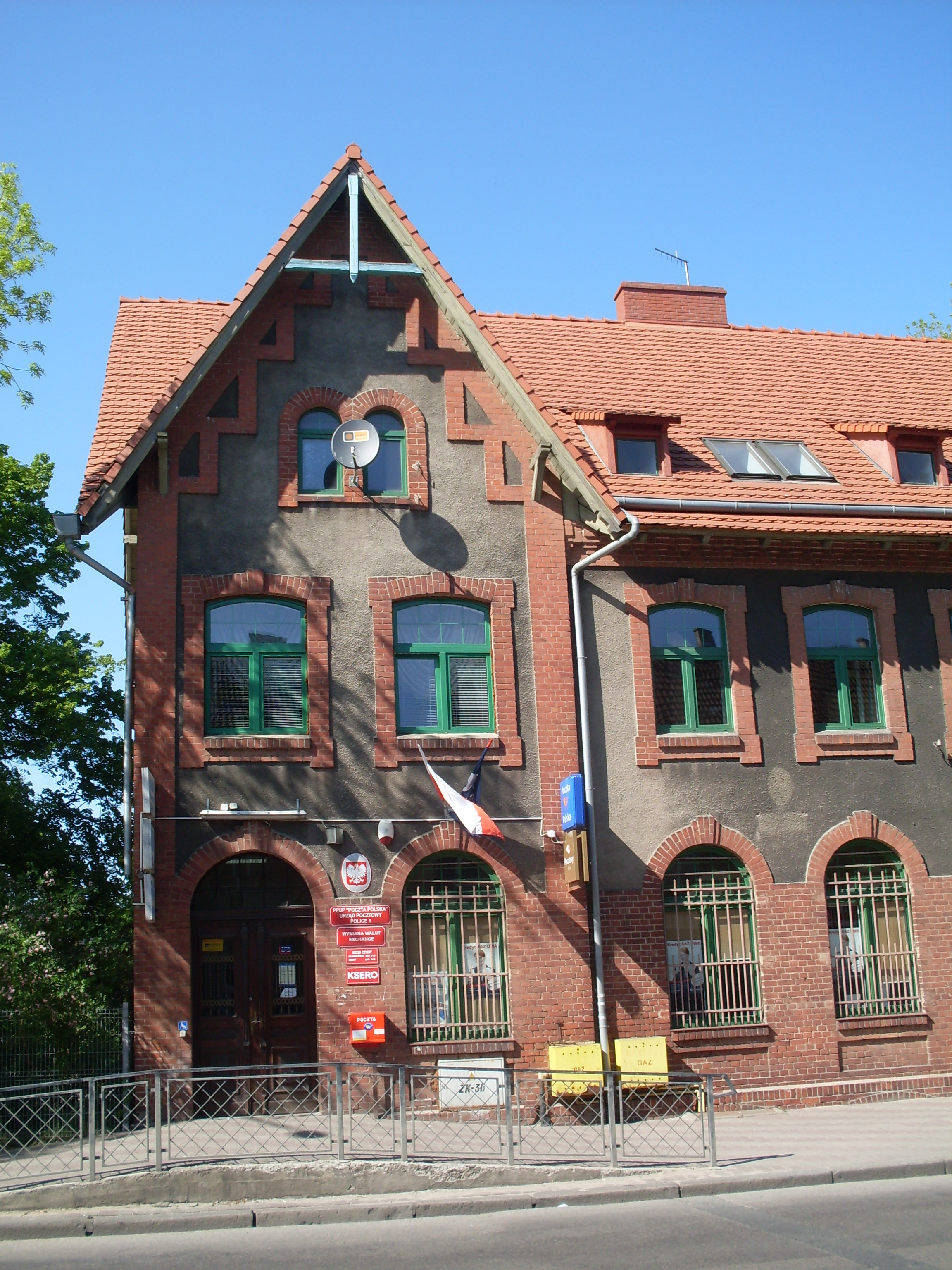
Urząd Pocztowy Police 1.
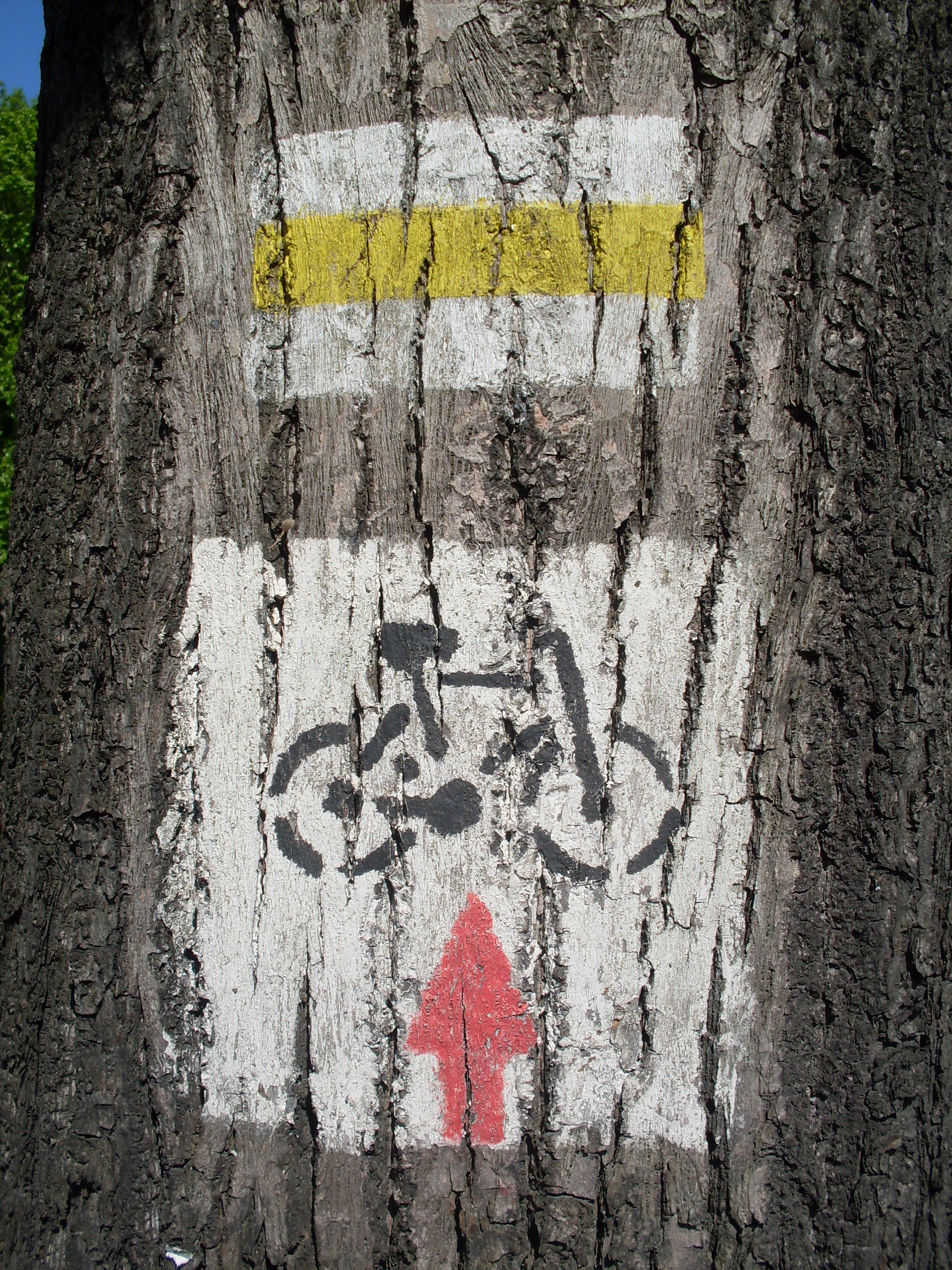
Pieszy Szlak Policki i rowerowy Szlak „Puszcza Wkrzańska”.